# Мартакертський краєзнавчий музей
Мартакертський краєзнавчий музей — музей, розташований в місті Мартакерт Мартакертського району Нагірно-Карабаської Республіки.

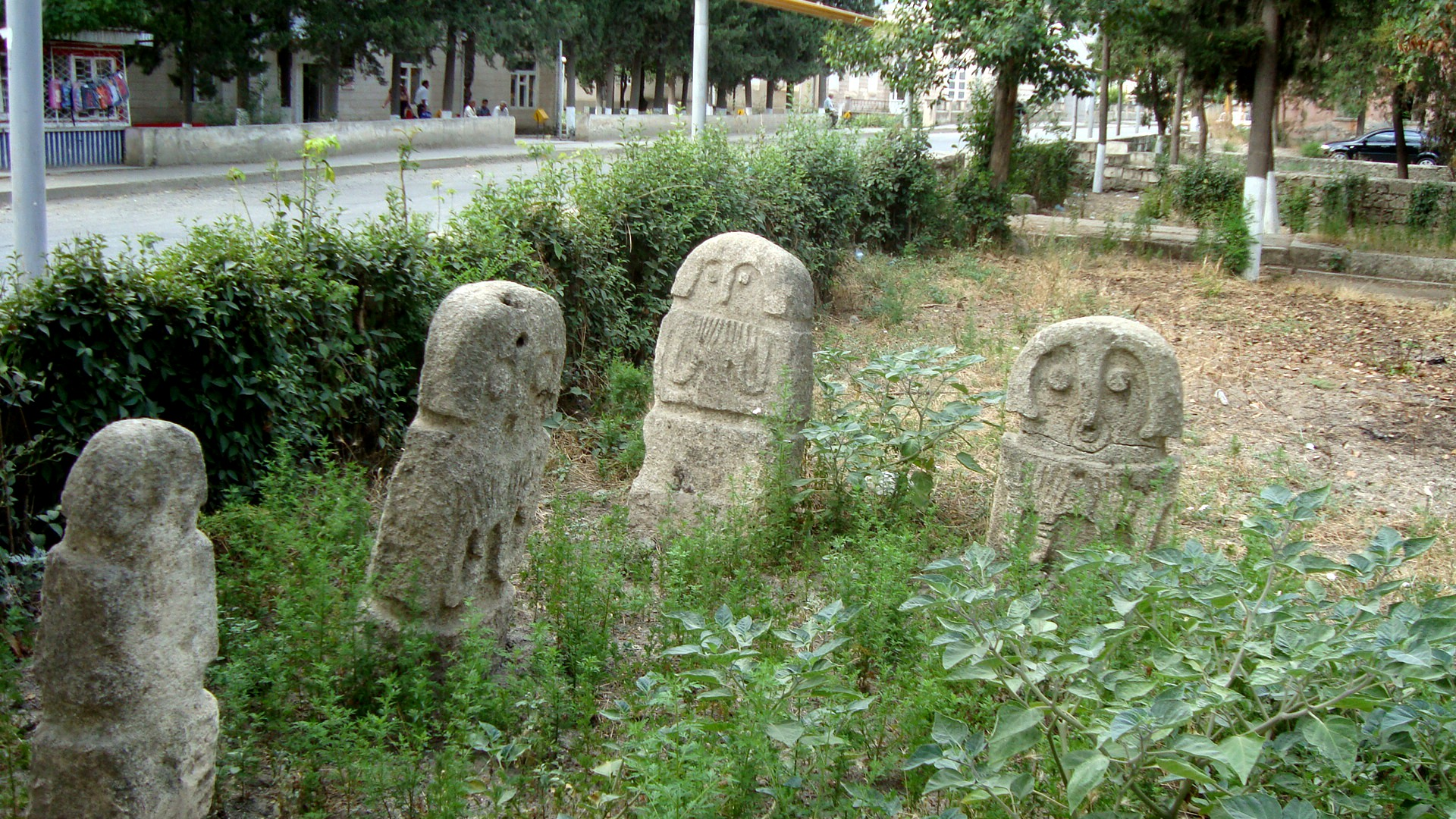
Старовинні фігури з каменю у дворі музею

Музей був вщент зруйнований під час захоплення міста Національною армією Азербайджана[джерело не вказане 4677 днів] у 1992—1993 роках під час Карабаської війни. Більшість експозицій через це було втрачено.
Впродовж 2009—2011 років в музеї було зроблено капітальний ремонт та була створена нова експозиція, що відповідає науковим вимогам.
В музеї містяться експозиції різної тематики — від історії та культури до сучасності та війнам. Проте основні експозиції щодо Карабаської війни представлені в окремому музеї — Мартакертському музеї слави загиблих азатамартиків.

## Галерея

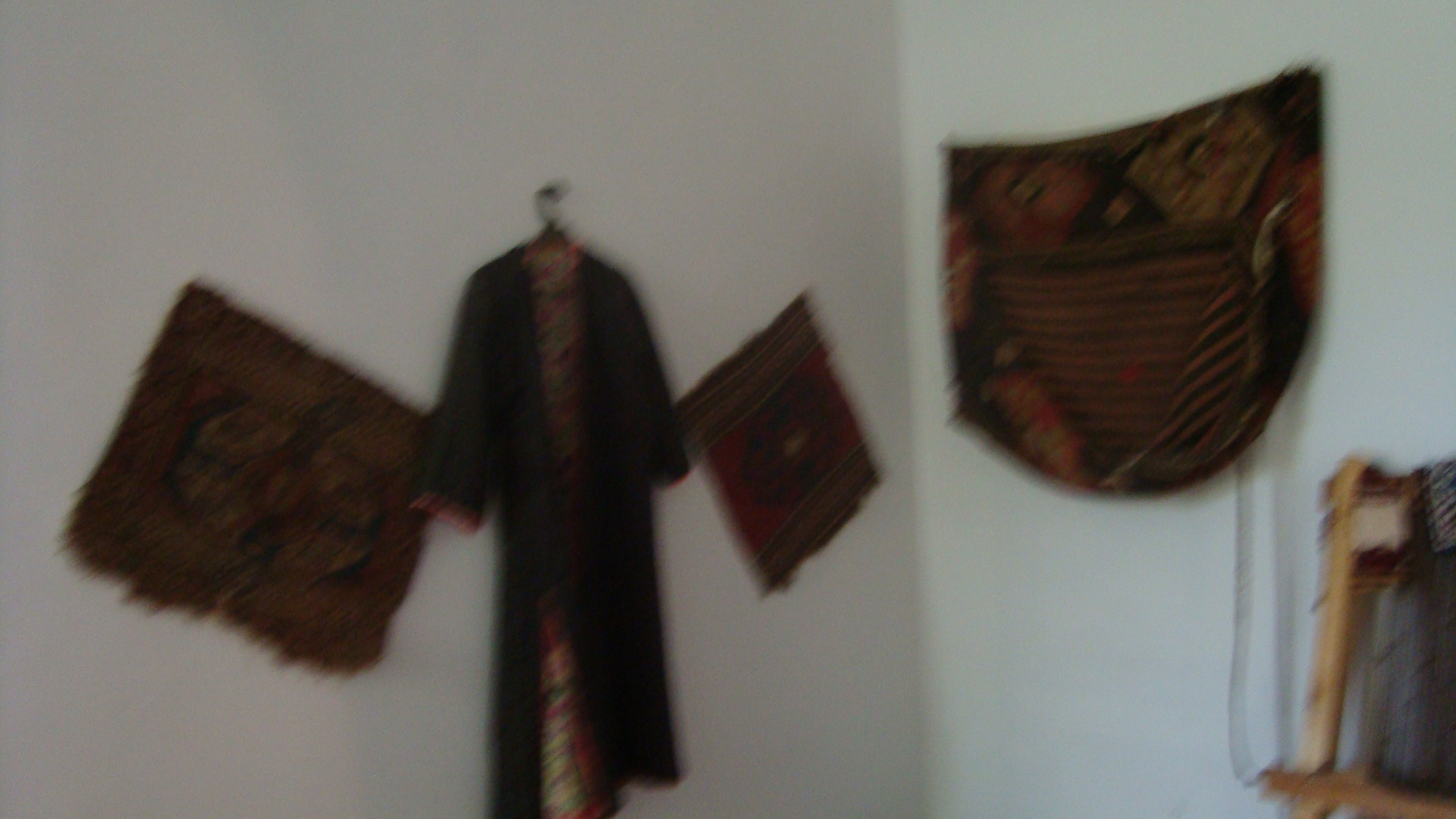
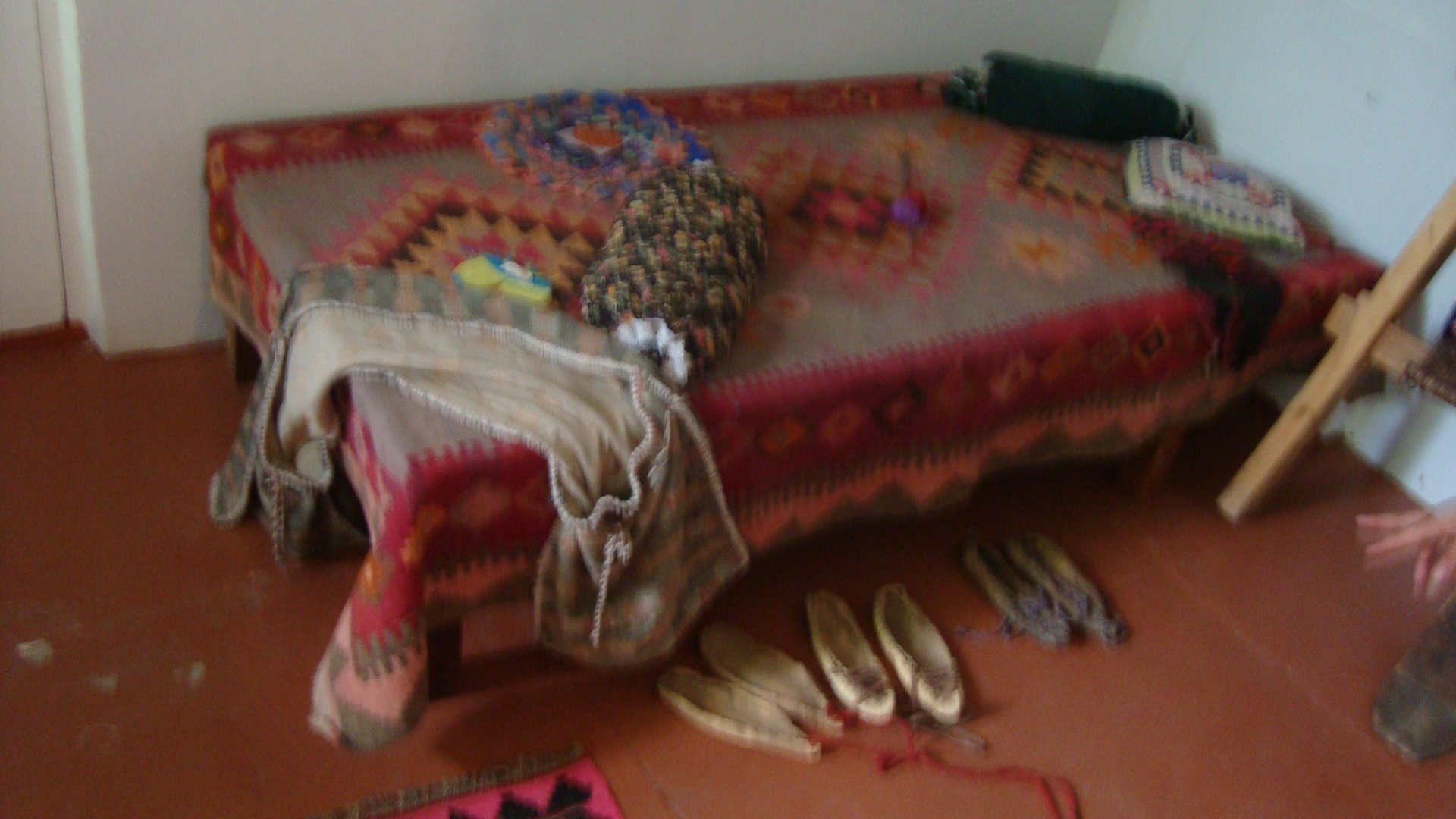
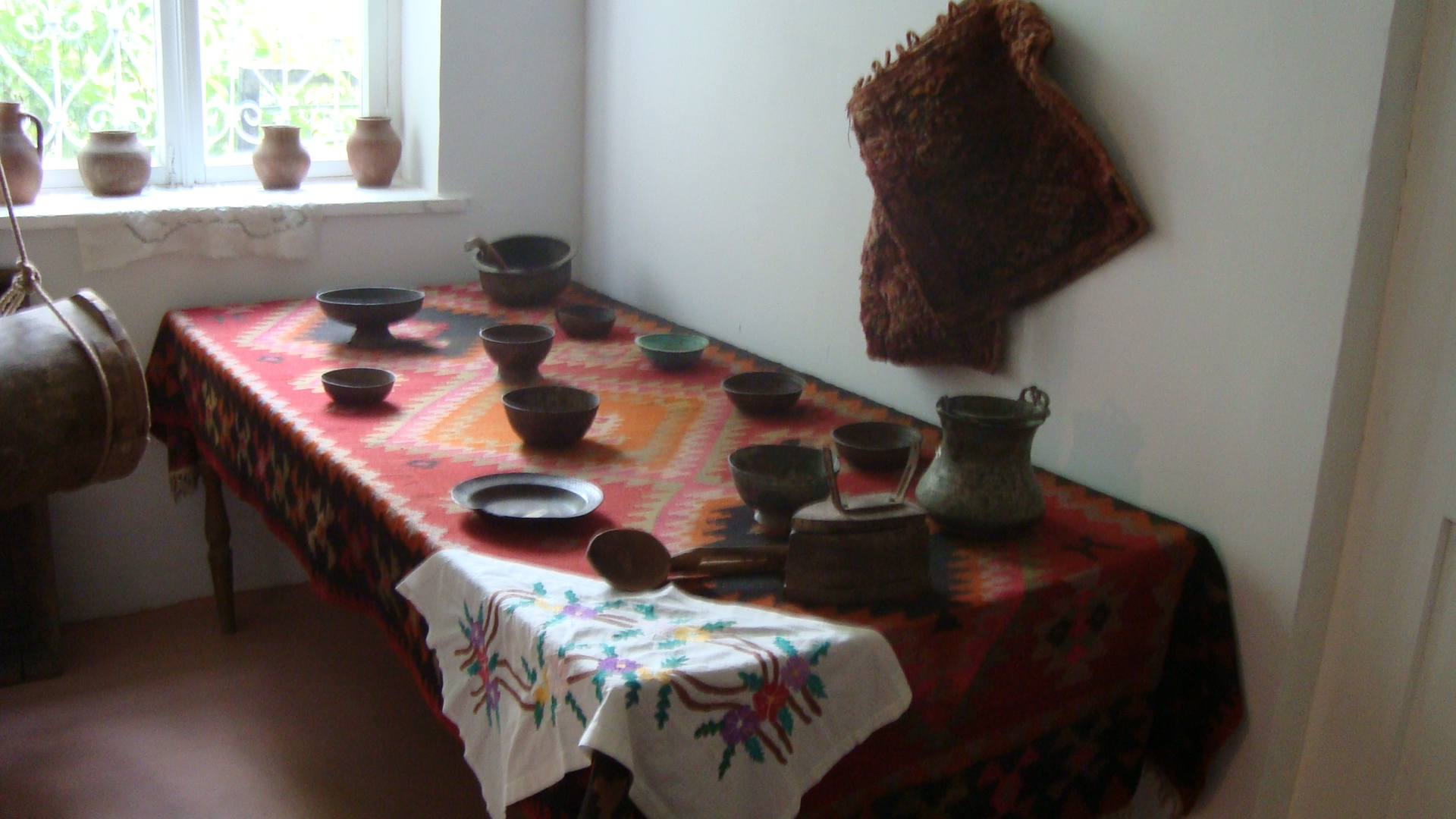
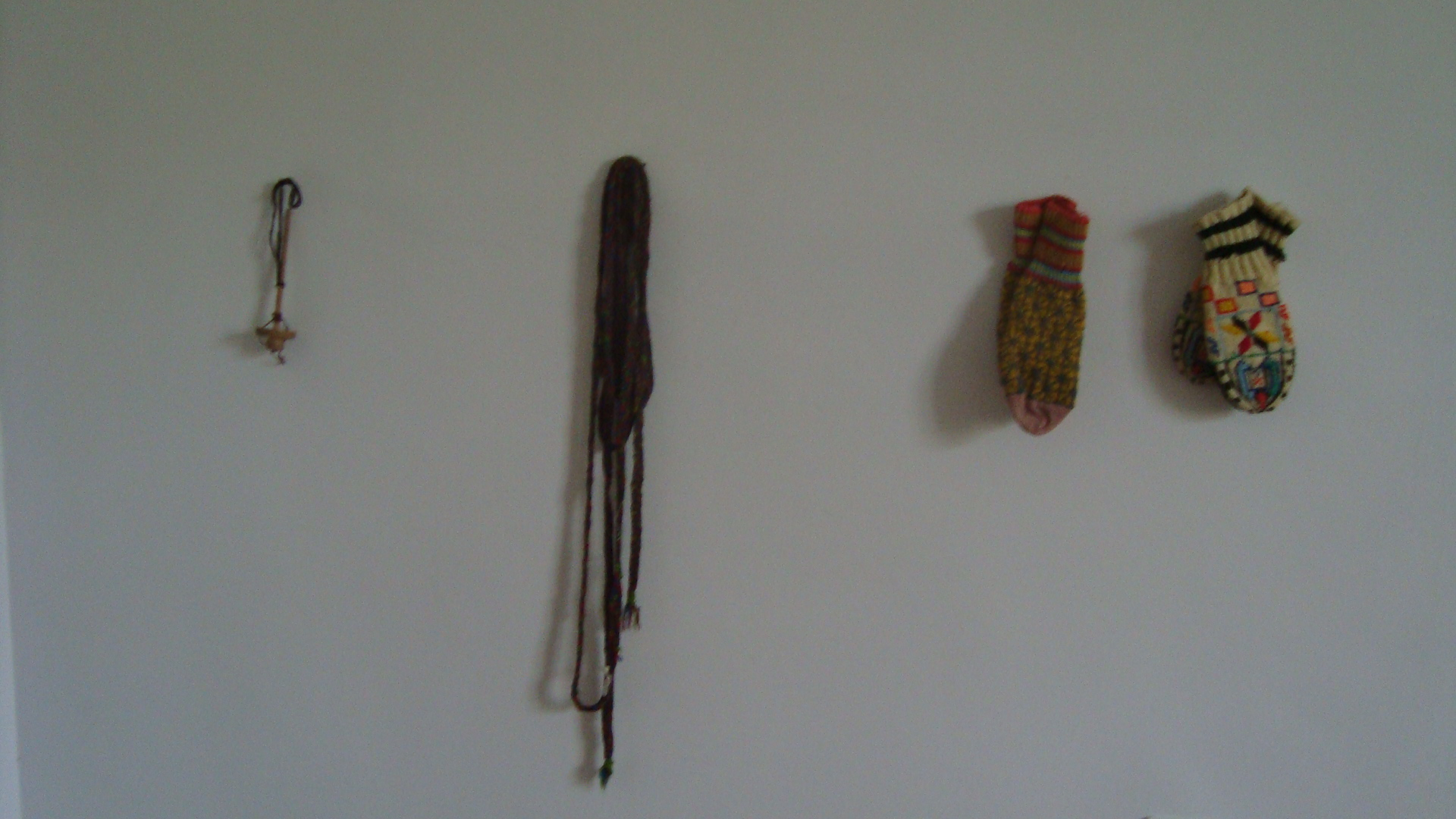
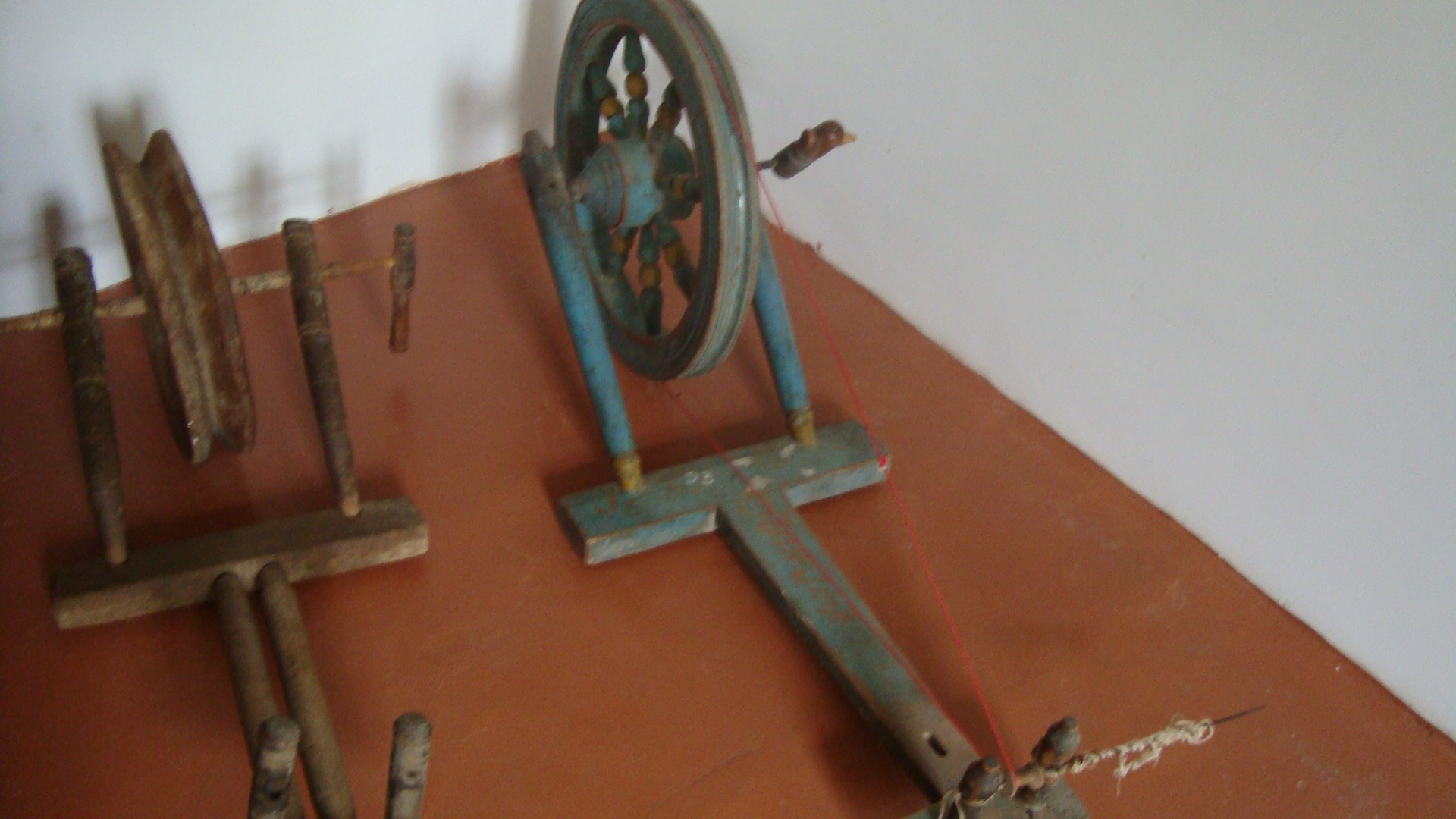
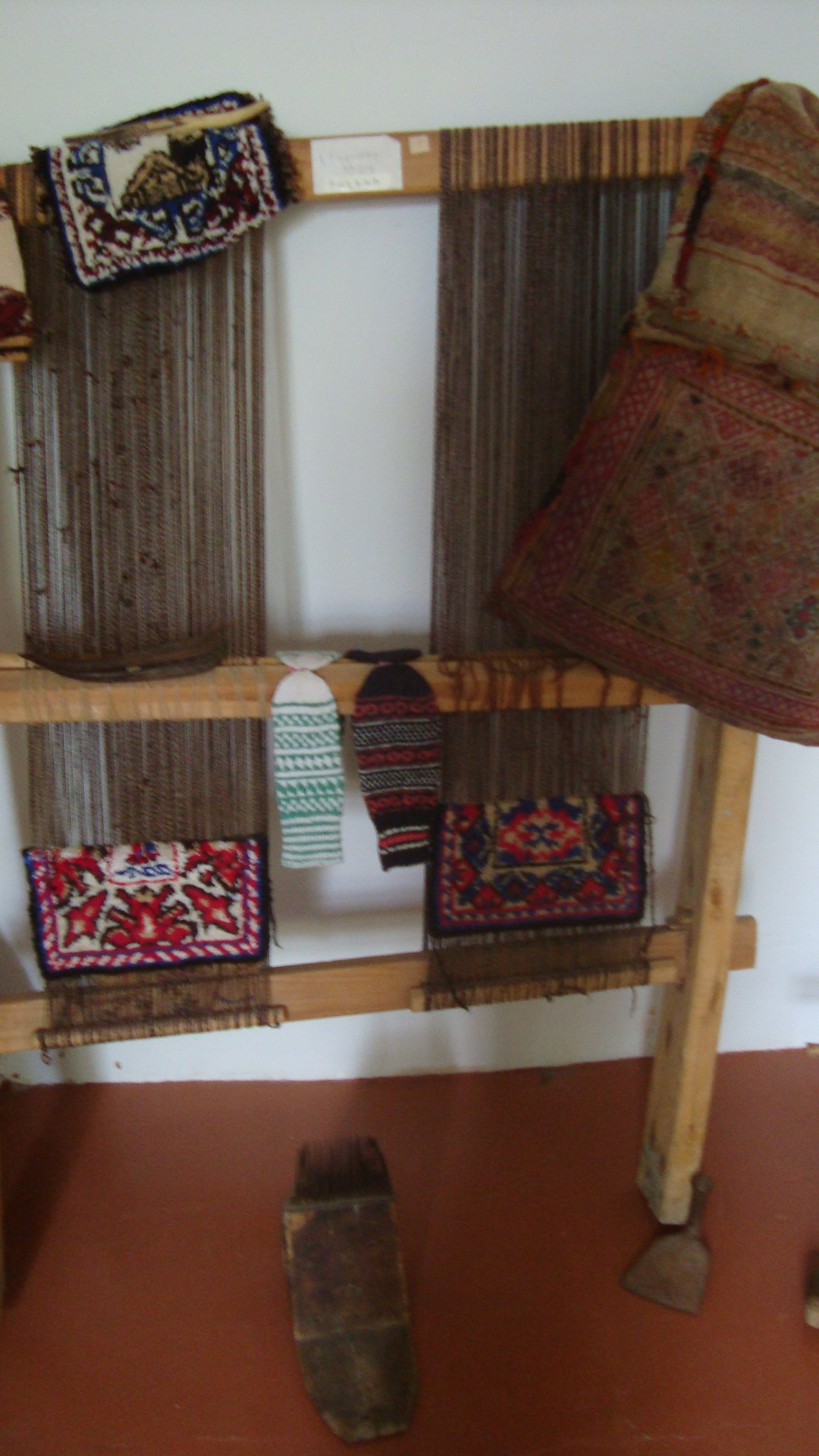
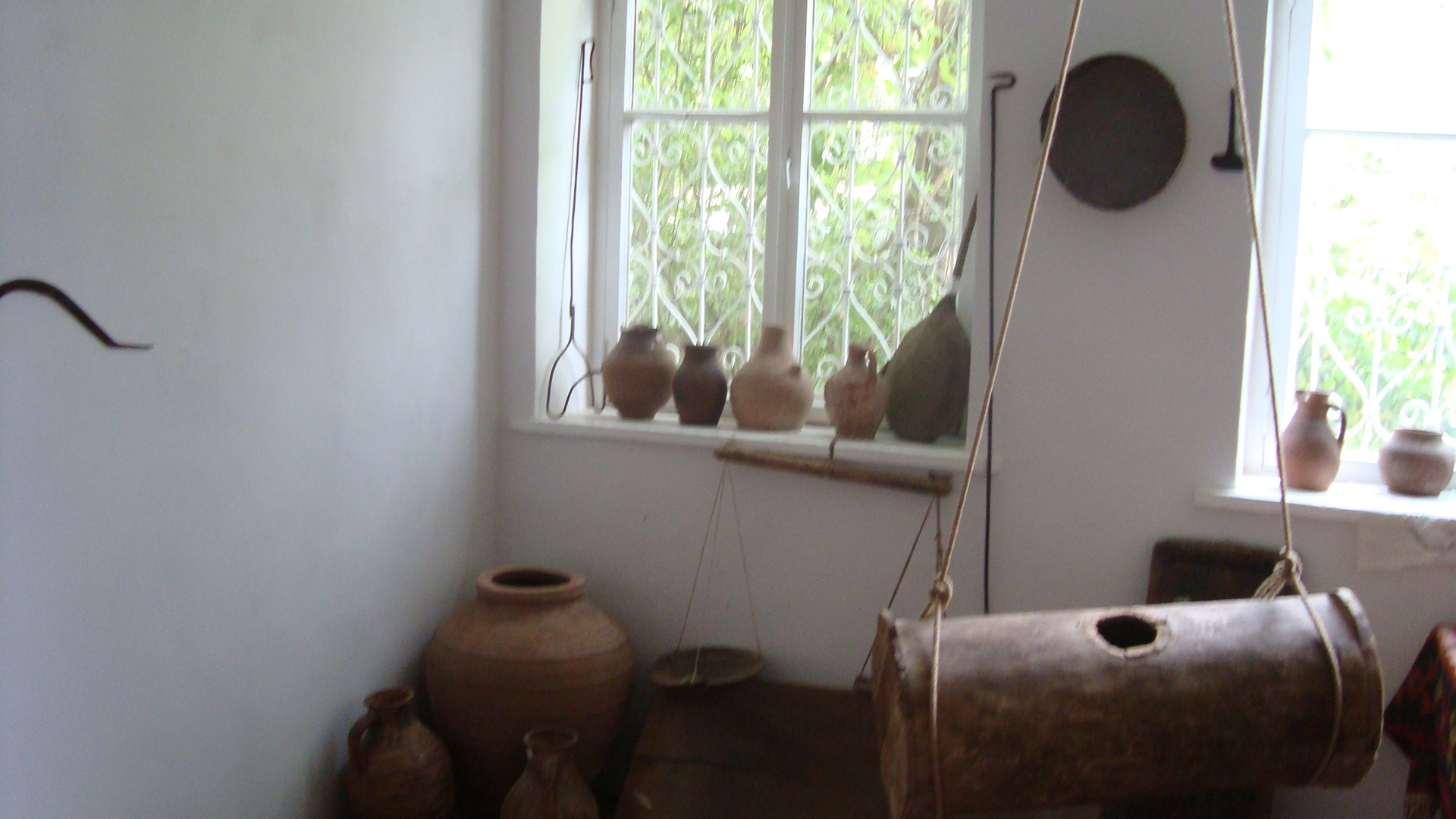
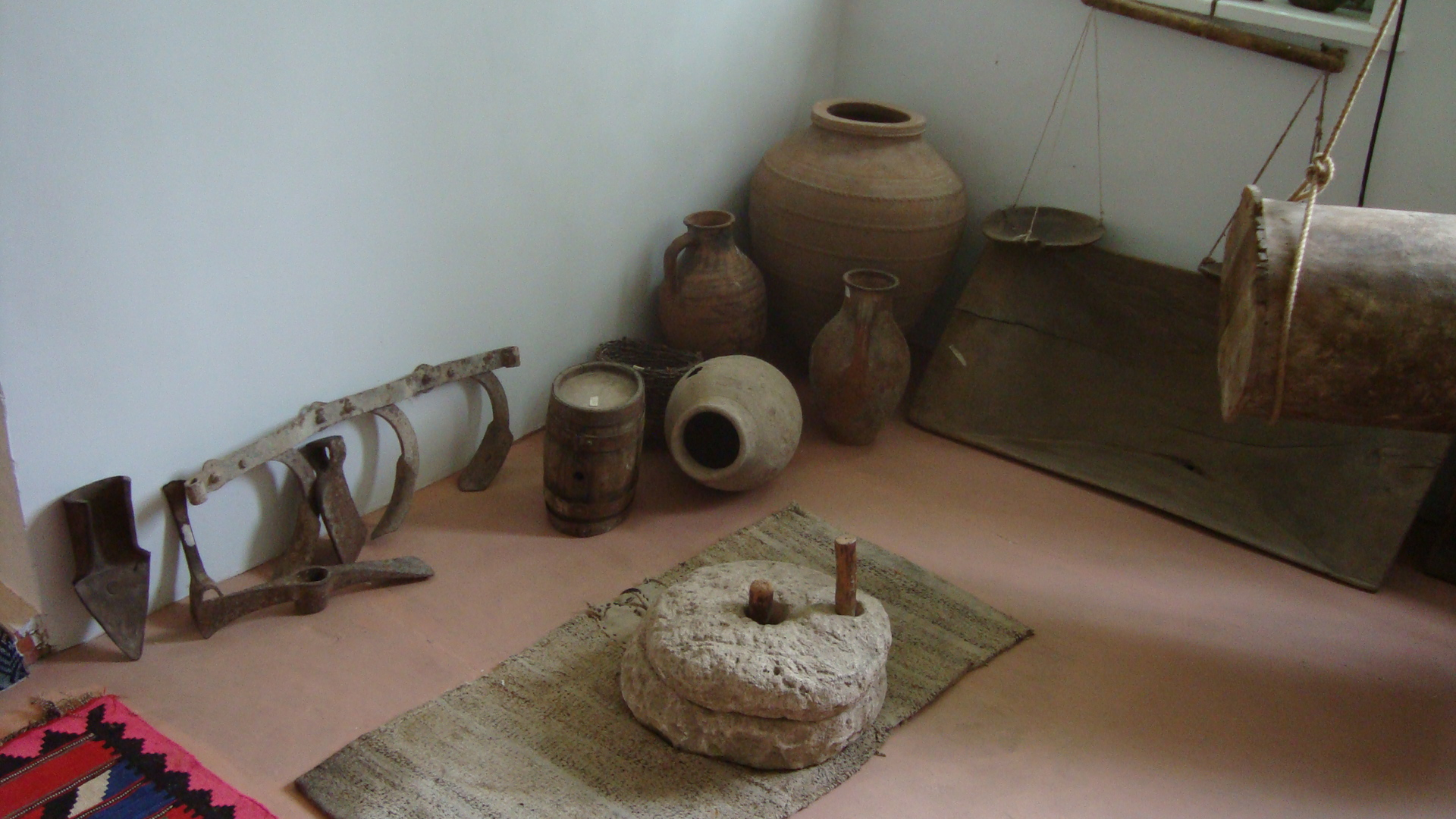
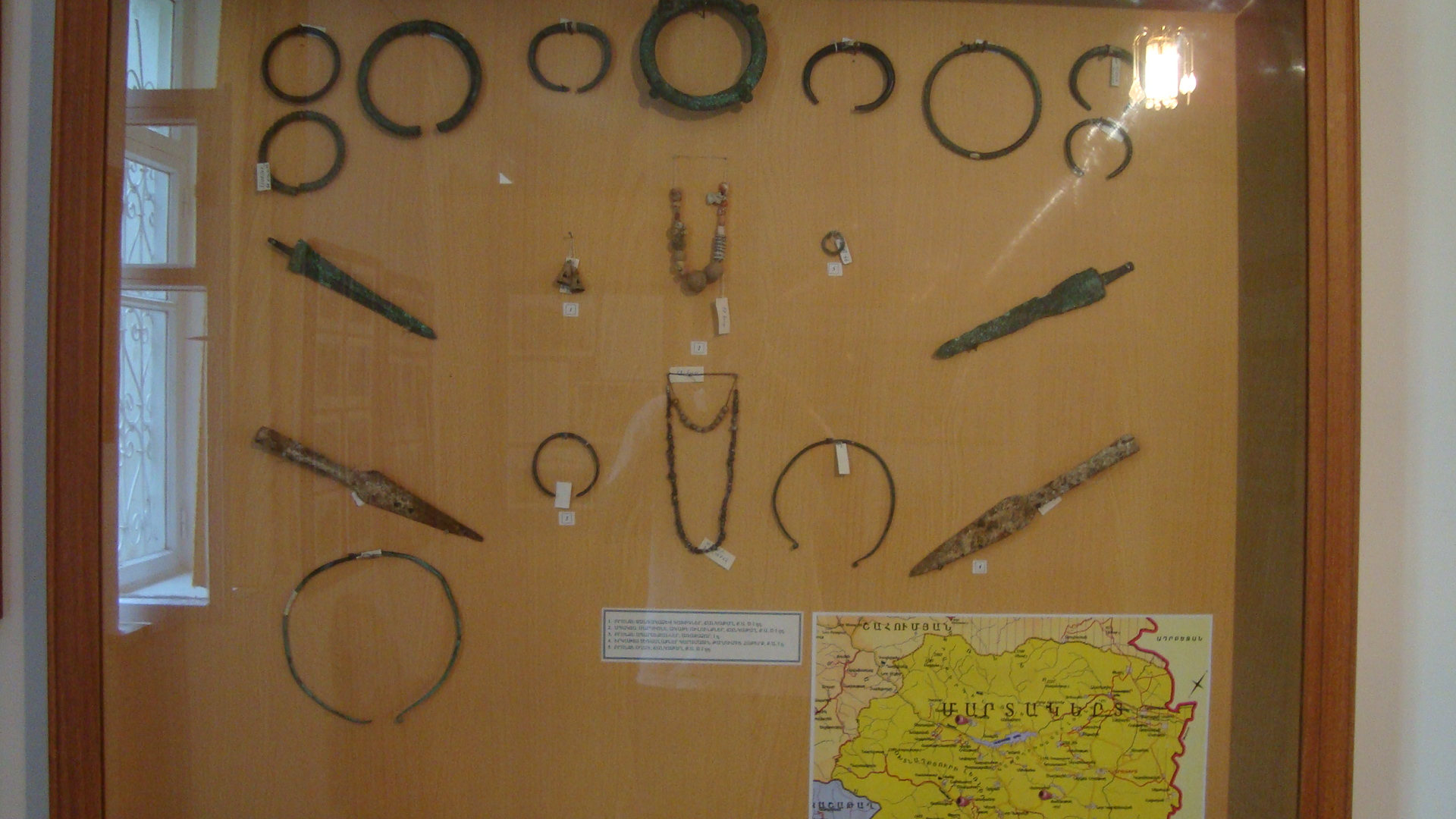
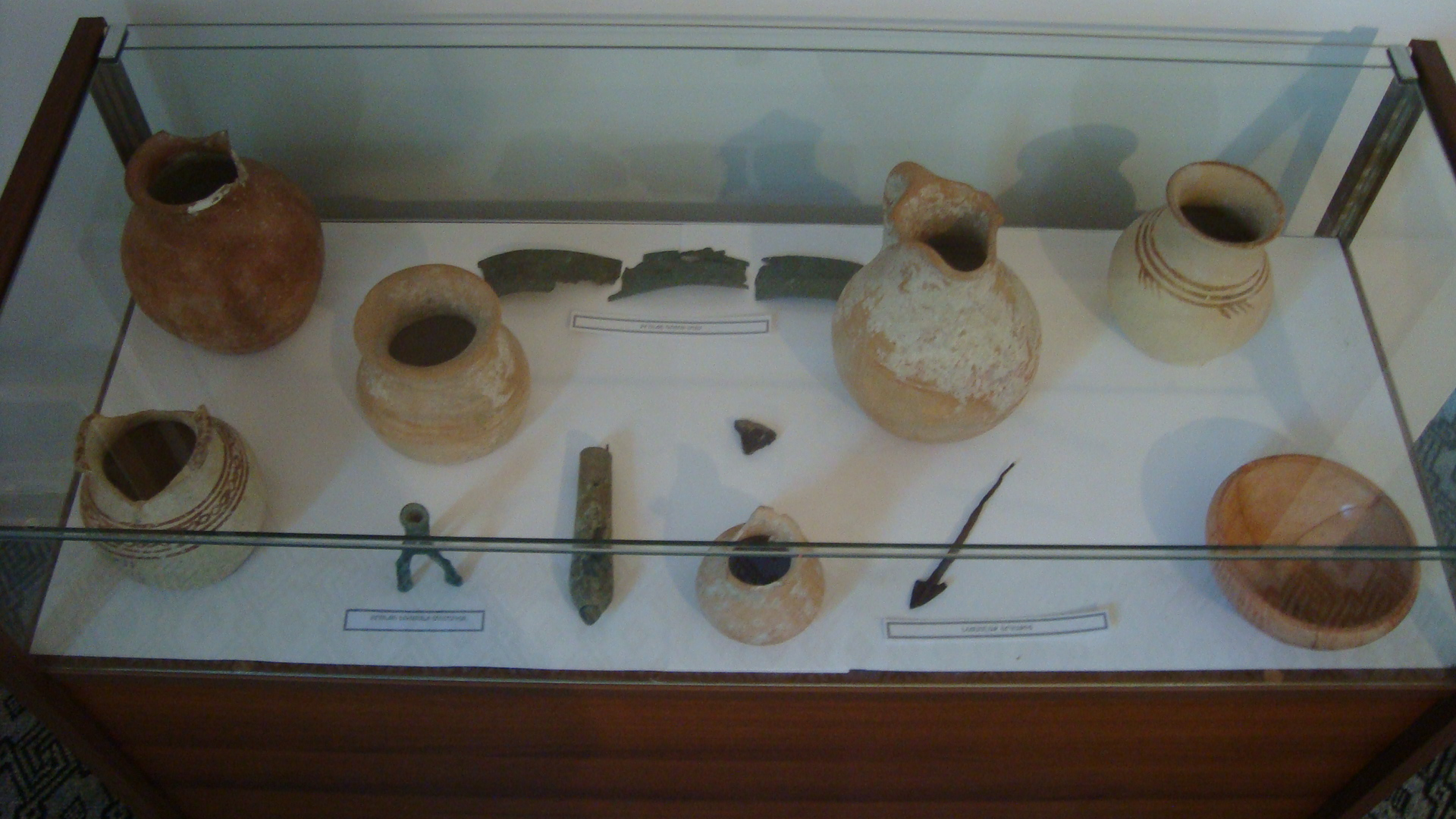